# Rödbrun spökuggla
Rödbrun spökuggla (Ninox rufa) är en fågel i familjen ugglor inom ordningen ugglefåglar.

## Utseende och läte
Rödbrun spökuggla är en mycket stor just rödbrun uggla med kraftigt tvärbandad undersida. Lätet är ett mörkt och långsamt dubblerat hoande, mycket mörkare och långsammare än australisk spökuggla eller skällande spökuggla.

## Utbredning och systematik
Rödbrun spökuggla delas in i fyra underarter:
- Ninox rufa humeralis – förekommer på Nya Guinea, Aruöarna och ön Waigeo
- Ninox rufa rufa – förekommer i kustnära norra Australien (Kimberleyregionen och norra Northern Territory)
- Ninox rufa meesi – förekommer i kustnära områden på Kap Yorkhalvön söder ut till Endeavour River och Mitchell River
- Ninox rufa queenslandica – förekommer i kustnära östra Queensland (Endeavour River till Rockhamton)

## Levnadssätt
Rödbrun spökuggla ses i träd utmed bäckar och i tät skog, men även i stora isolerade träd i urbana områden.

## Status och hot
Arten har ett stort utbredningsområde men tros minska i antal, dock inte tillräckligt kraftigt för att den ska betraktas som hotad. IUCN kategoriserar därför arten som livskraftig (LC).